# Primo quartiere popolare della Società Umanitaria
Il Primo quartiere popolare della Società Umanitaria o, nella sua iniziale denominazione, I quartiere operaio di via Solaro è un complesso di edilizia residenziale pubblica di Milano costruito fra il 1905 e il 1906 dalla Società Umanitaria su progetto dell'architetto Giovanni Broglio.

## Storia
Il quartiere, realizzato in coincidenza con la grande Esposizione Internazionale di Milano del 1906, si sviluppa su un unico isolato sull'area allora nota come "Porta Macello" fra la via Solari (all'epoca via Solaro), la via Stendhal, la via Osvaldo Viani e la via Moisè Loria nel Municipio 6 di Milano nella parte sud ovest della città. Composto di 240 appartamenti fra monolocali, bilocali e trilocali, venne messo in opera nell'aprile 1905 e consegnato il 29 marzo 1906, allorché i primi mille occupanti poterono insediarvisi. Il costo dell'operazione immobiliare fu di Lire 909.000 di cui 788.000 di costi di materiali e 120.000 di costi per l'acquisto del terreno, di progettazione e di oneri finanziari.
L'architettura del quartiere viene definita come liberty minore che non può presentare le elaborate decorazioni delle grandi dimore liberty borghesi del tempo: Broglio dovette infatti progettare il complesso con possibilità di spesa decisamente limitate che risultano nelle facciate lineari e omogenee e nelle decorazioni poco elaborate e prodotte in serie
Il Primo quartiere popolare fu seguito, nel 1908, da una seconda struttura simile, a firma dello stesso Broglio, che venne eretta lungo l'attuale viale Lombardia, nella zona allora chiamata Cascina Casa Rossa, e che prese il nome di Secondo quartiere popolare della Società Umanitaria o II Quartiere Operaio.

## Servizi innovativi
Nell solco tracciato dalla medicina sociale di quell'epoca, attraverso la quale nuove norme igieniche venivano applicate a seguito delle ultime scoperte scientifiche soprattutto nel'àmbito della batteriologia, della parassitologia e della sierologia, e per stimolare la pulizia, l'igiene e la buona manutenzione dei fabbricati, l'Umanitaria stabilirà persino dei premi annui per quegli inquilini che avranno meglio conservato i locali a loro affidati”; in più nel quartiere esisteranno docce e bagni il cui uso era esteso anche al pubblico e non solo ai residenti. Saranno inoltre creati asili infantili, sale di allattamento comune e una bocciofila ancora esistente.
Per completare il disegno dei servizi presenti all'interno del quartiere, il 18 ottobre 1908, alla presenza di Maria Montessori, la Società Umanitaria inaugurava la prima Casa dei Bambini di Milano, dando inizio a un esperimento unico nella storia dei servizi milanesi dedicati all'infanzia. L'intesa con la Montessori e l'applicazione del suo metodo proseguirà, nel 1909, con l'inaugurazione di una seconda Casa dei bambini che verrà aperta nel secondo quartiere operaio dell'Umanitaria di viale Lombardia.

## Galleria d'immagini

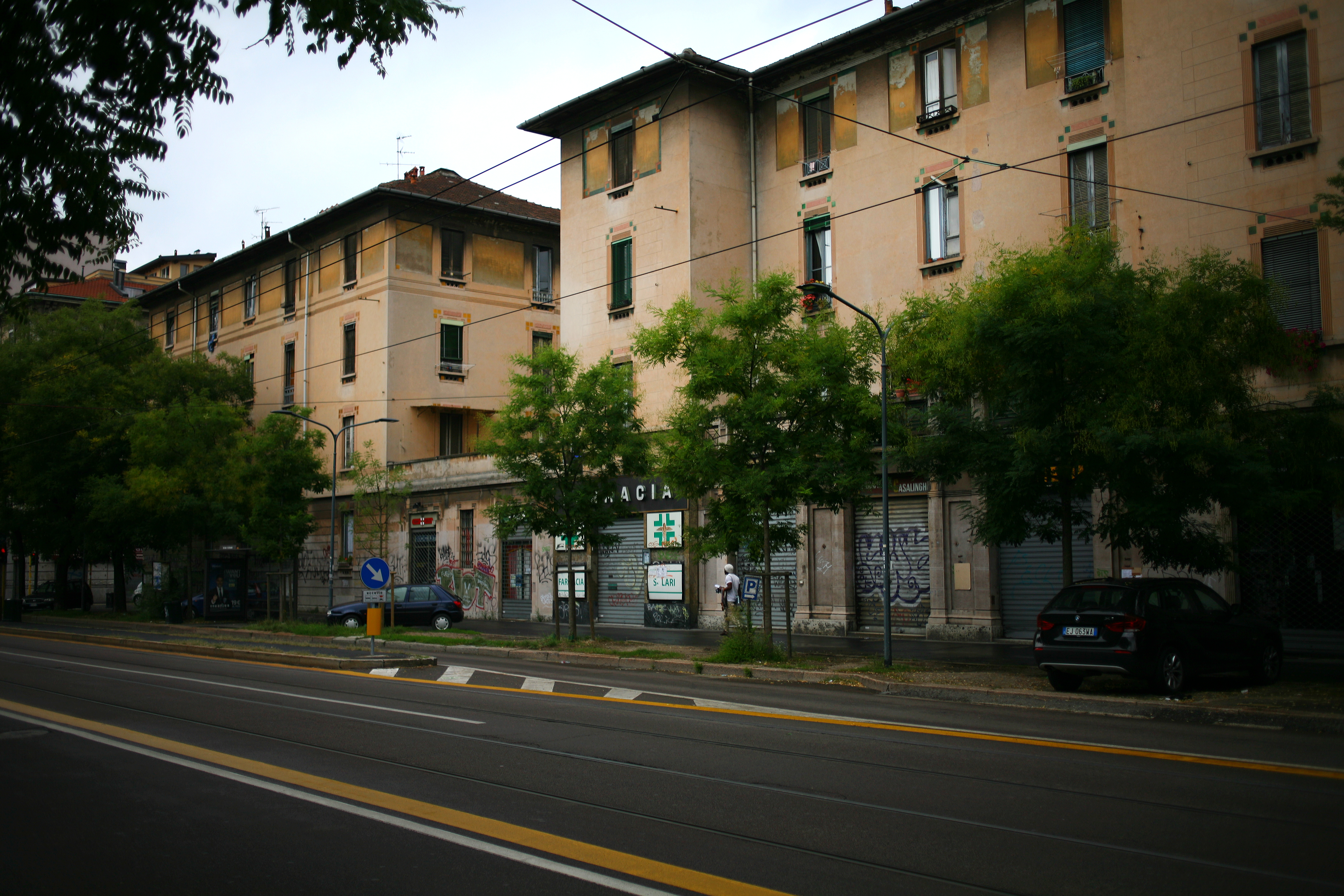
Vista dalla via Solari
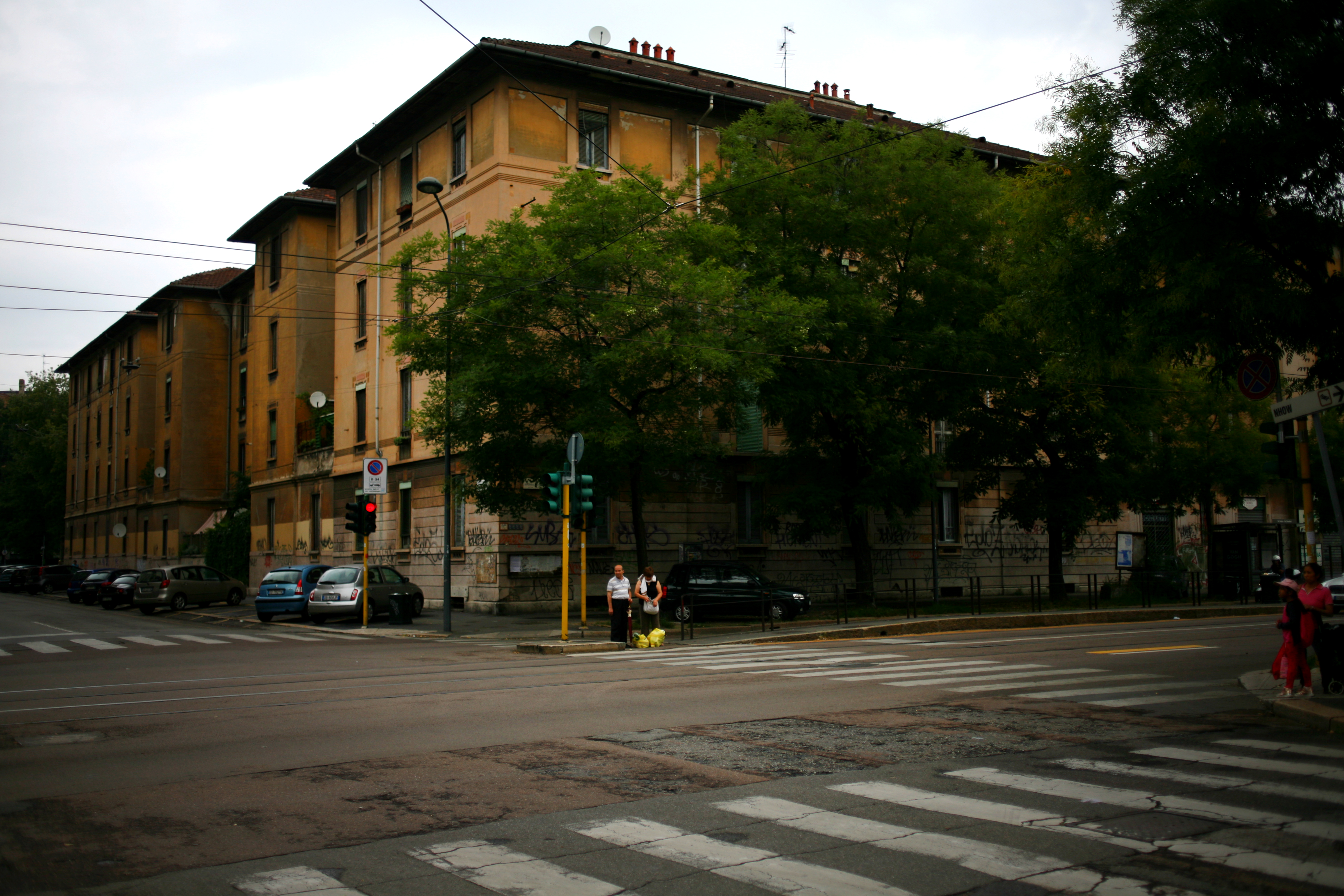
Vista dalla via Stendhal
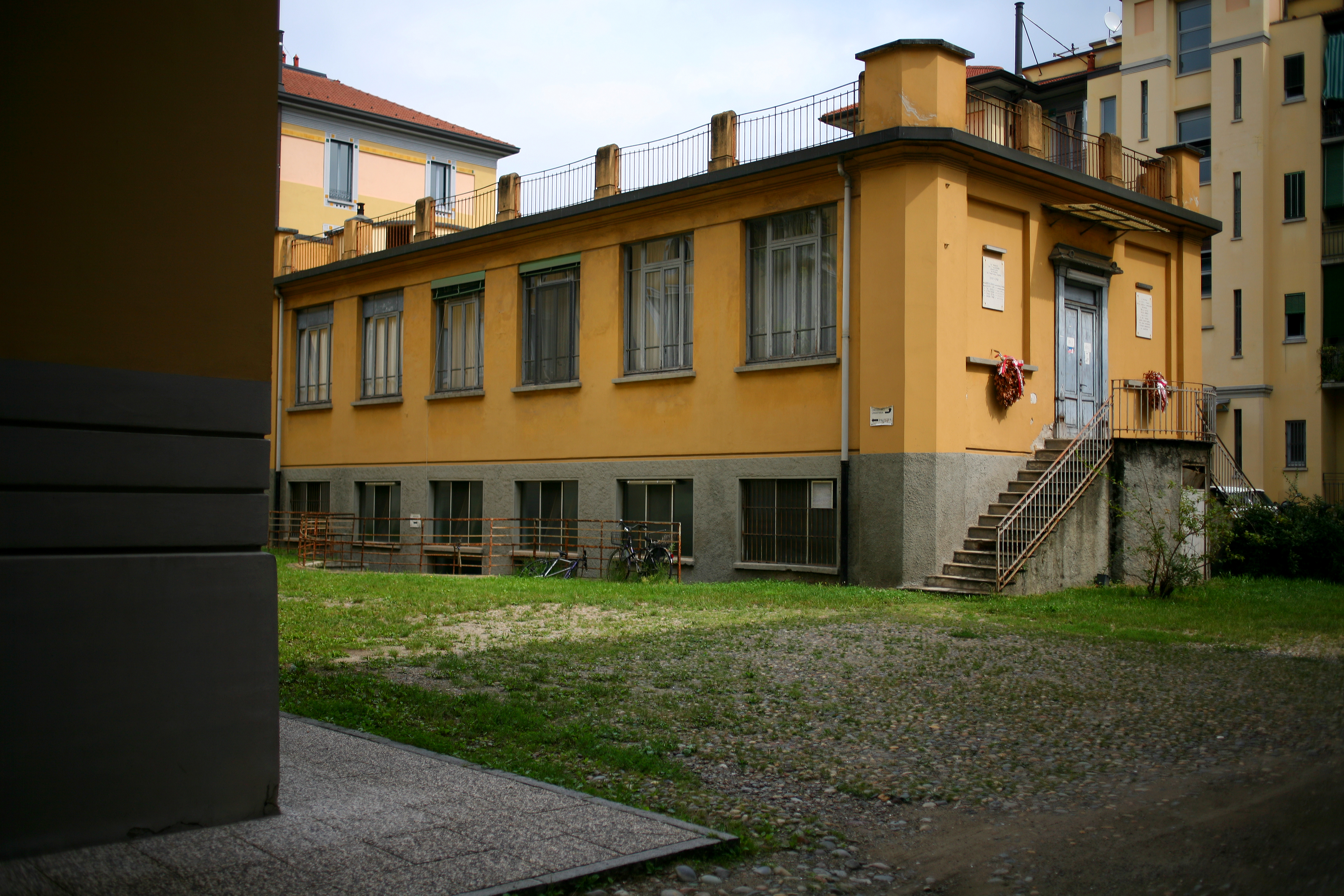
Vista del padiglione
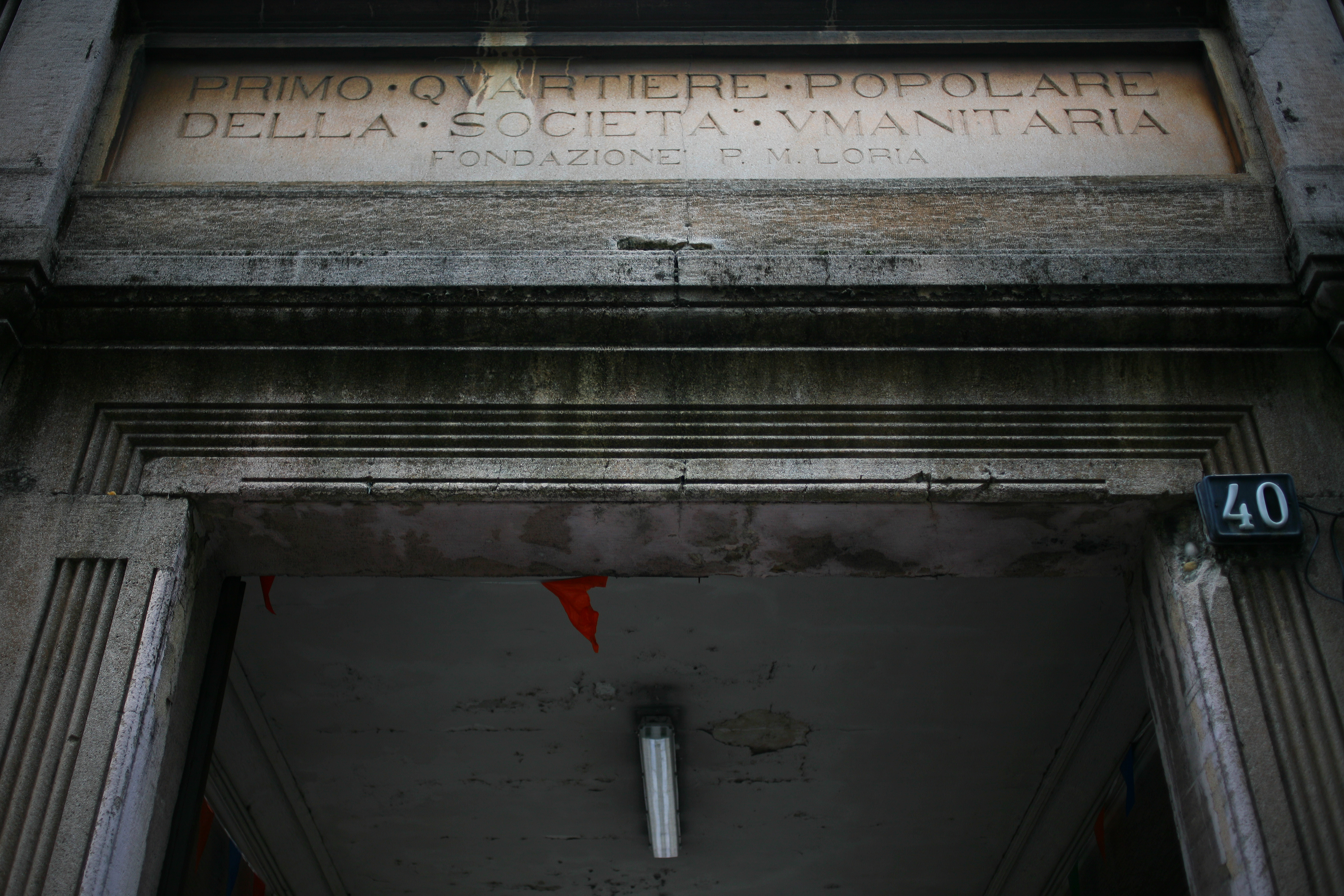
L'ingresso, particolare
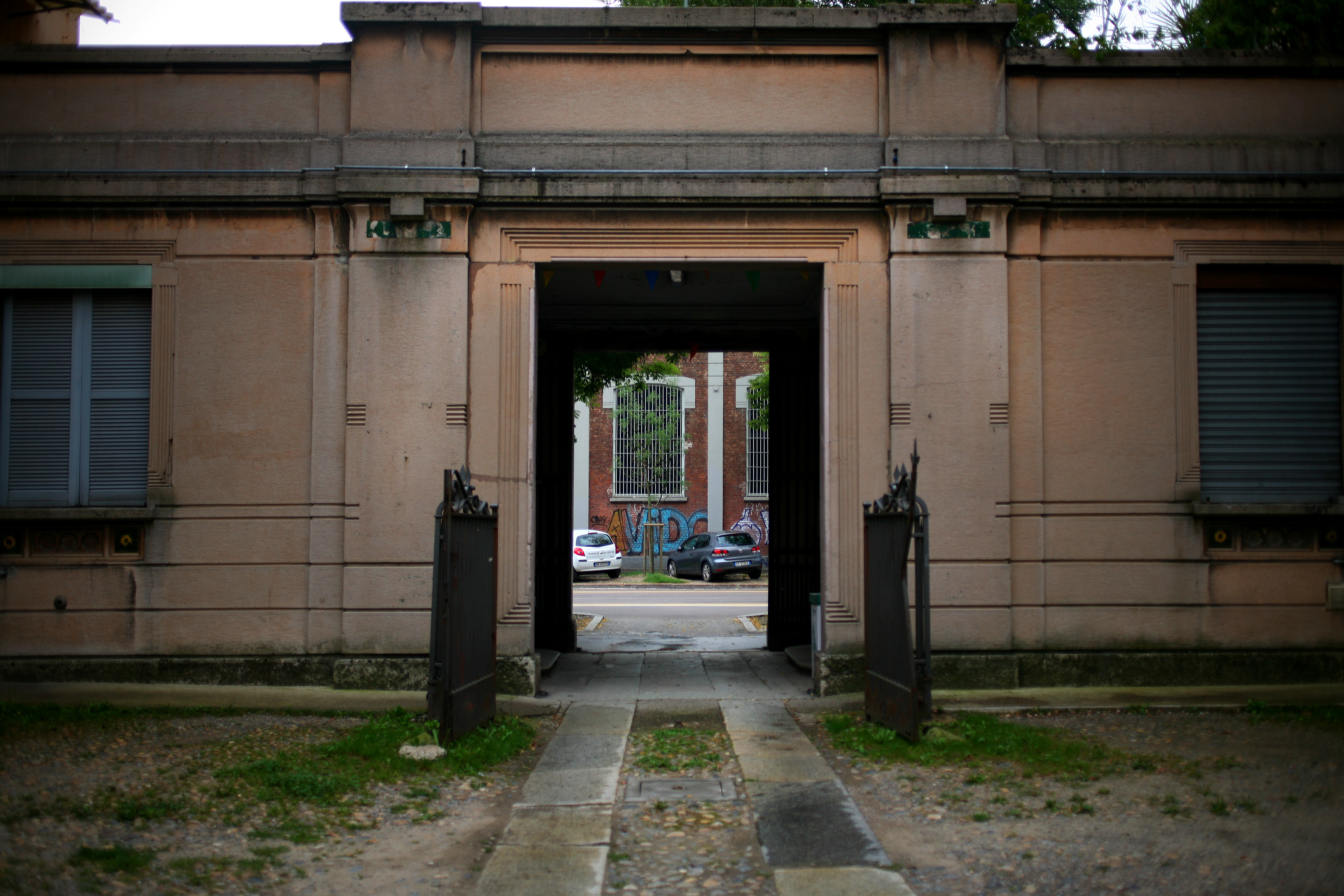
L'uscita sulla via Solari
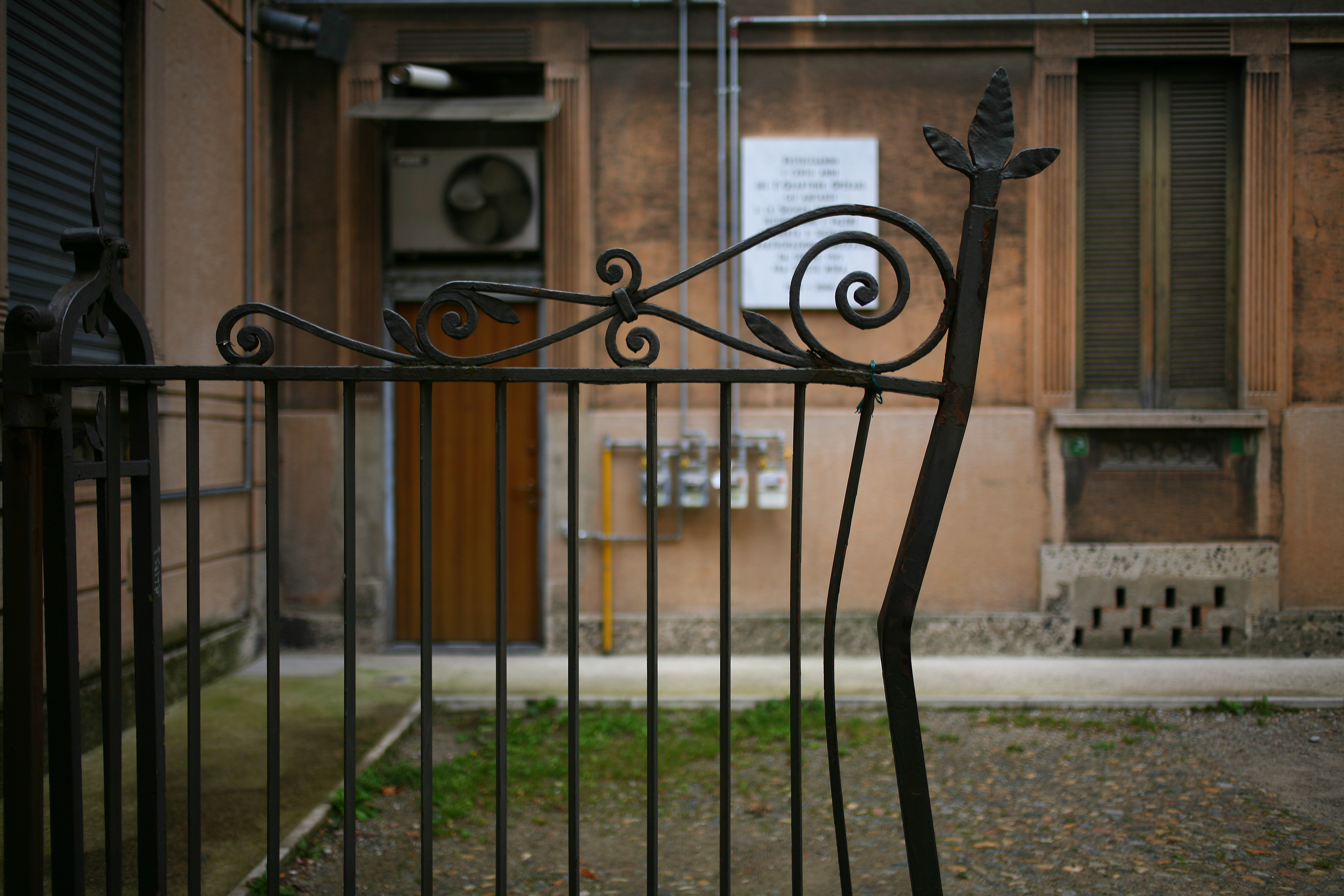
Particolare del cancello in ferro battuto
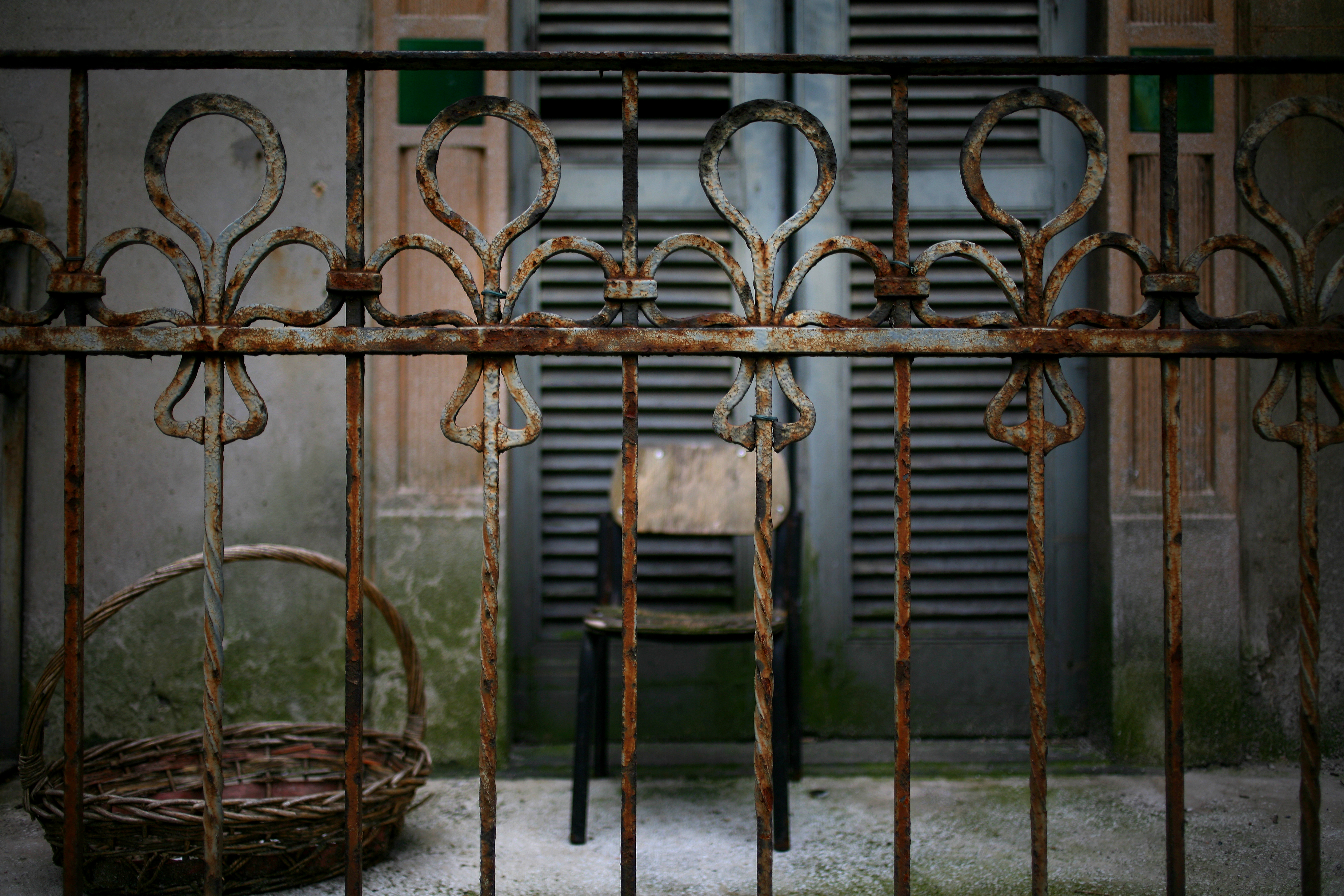
Ferri battuti sui balconi